# Golfe de Kotzebue
Pour les articles homonymes, voir Kotzebue.

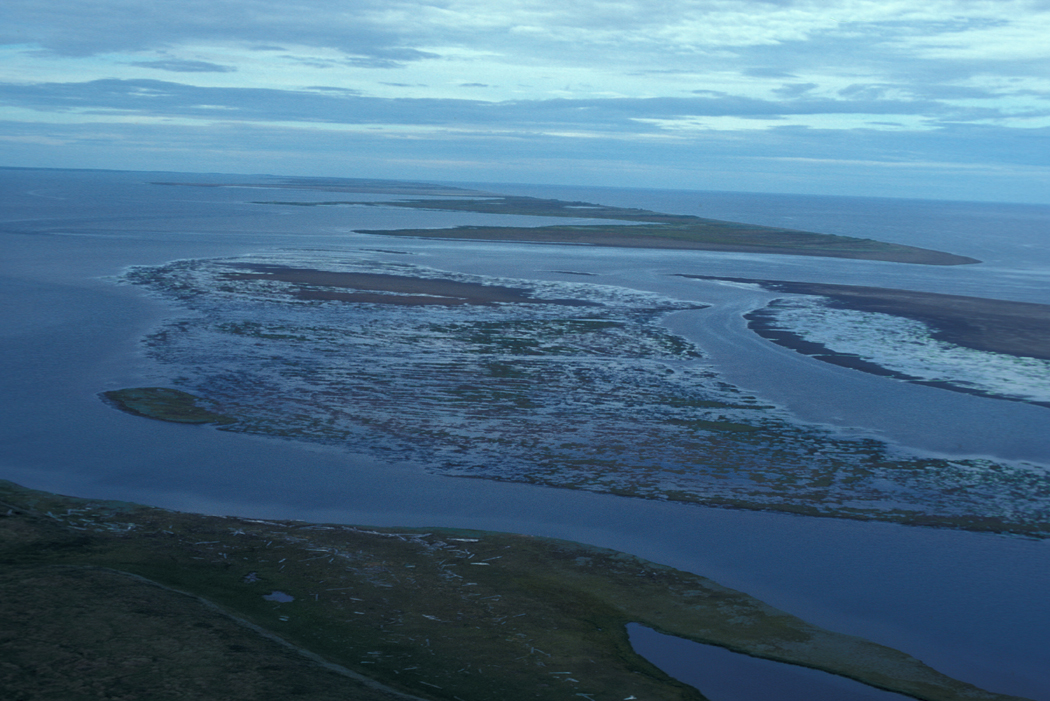

Le golfe de Kotzebue, en anglais Kotzebue Sound, est un golfe de la mer des Tchouktches, dans l'océan Arctique, à l'ouest de l'Alaska. Bordé par les péninsules de Seward au sud et de Baldwin au nord, il mesure 160 kilomètres de longueur pour 110 kilomètres de largeur.
Les villes de Kotzebue, Kiwalik et Deering sont situées sur ses côtes.
Ce bras de mer est exploré en 1816 par le navigateur balte Otto von Kotzebue qui était à la recherche du passage du Nord-Ouest pour le compte de la Russie.